# ارين فينكلر
ارين فينكلر هو مستشار حقوقي ‏ ومحامي كندي، ولد في 10 ديسمبر 1938 في Virden, Manitoba ‏ في كندا.